# Guido Guidi (aviatore)
Guido Guidi (Torino, 5 luglio 1891 – Roma, 13 settembre 1983) è stato un aviatore e ingegnere italiano.

## Biografia
Figlio di Camillo Guidi è stato un pioniere dell'aviazione e ingegnere aeronautico italiano, autore di numerosi primati. 
Nel 1912 durante gli studi di ingegneria presso l'università di Torino intraprende le prime esperienze di volo presso l'aeroporto Mirafiori. Dopo la laurea nel 1914 viene assunto alla FIAT ma nel marzo 1915, con l'imminente ingresso dell'Italia in guerra, si arruola volontario ed essendo ingegnere viene inquadrato nel Genio Militare come sottotenente del Battaglione Aviatori – Direzione Tecnica Aviazione Militare (D.T.A.M.).
Sempre nel 1915, nel tempo libero, frequenta la Scuola Volontari Civili d'Aviazione ed ottiene il 1° brevetto (civile) ed il 2° (militare) su monoplano Bleriot. In virtù di ciò, essendo l'unico pilota brevettato del D.T.A.M. viene nominato Capo Sezione Esperienze in Volo e l'impiego sia come progettista che collaudatore si concentra sul miglioramento delle prestazioni nel volo ad alta quota, visto l'impiego dell'arma aerea sulle Alpi. Il 3 febbraio 1916 ottiene il record italiano d'altezza con passeggero (5.300 metri con biplano Caudron G.3) e il 9 novembre 1916 il record mondiale d'altezza (7.950 metri con biplano Caudron G.4) rimasto imbattuto per due anni. Altra attività svolta durante la guerra fu l'investigazione tecnica degli incidenti ed il collaudo dei nuovi prototipi di aerei (tra cui il famoso S.V.A.).
Nel 1919 viene congedato col grado di capitano, ma nel 1922 viene nominato Capo del primo Centro Sperimentale della Regia Aeronautica presso il campo di Montecelio (attuale Guidonia) col grado di maggiore. In questa veste ha la possibilità di provare anche gli aerei austriaci e tedeschi catturati aumentando la sua esperienza a 48 tipi di velivoli diversi.
Nel 1923 lascia il Genio Aeronautico e viene assunto dalla S.A.I. Costruzioni Meccaniche (poi diventata C.M.A.S.A) come direttore dello stabilimento di Marina di Pisa, dove venivano costruiti su licenza della tedesca Dornier idrovolanti metallici tipo Do J “Wal”. Il Guidi migliora il progetto originale migliorando l'autonomia e la capacità di carico e collaudando egli stesso i nuovi modelli nel 1925 batte 15 records mondiali di velocità, autonomia e altezza e ne stabilisce 5 nuovi. 
Tra il 1930 e il 1931, rielaborando completamente il “Wal”, progetta, realizza e collauda personalmente l' “M.F.5” (Marina Fiat 5): un nuovo idrovolante metallico per il trasporto civile con caratteristiche innovative in tutti i campi. Ne vengono costruiti 2 esemplari poi utilizzati dalla società S.A.N.A. (poi assorbita da Ala Littoria) mentre la versione militare, di cui la Dornier si era riservata l'esclusiva, viene realizzata in Germania come nuova versione del “Wal” ed ottiene un vasto successo.
Il progetto dell'M.F.5 segna anche l'uscita definitiva del Guidi dal mondo aeronautico: l'aereo doveva partecipare ad un concorso indetto dal Ministero dell'Aeronautica nell'agosto del 1930 e ne rispettava i requisiti. Però, dopo il termine di presentazione dei prototipi e per motivi non chiari, il concorso viene annullato e il Ministero presceglie il SIAI S.66, idrovolante in legno già all'epoca di concezione datata. La vicenda amara spinge il Guidi ad abbandonare l'aviazione e dedicarsi solo all'ingegneria civile. 
In questa veste ha realizzato nel dopoguerra, tra l'altro, la ricostruzione a Roma della galleria della stazione Colosseo della metropolitana (1952), dello scalo merci di San Lorenzo (1954), della biglietteria della stazione Termini (distrutta da un grave incendio, 1967).
Muore nel 1983 all'età di 92 anni.